# 高屋町高屋堀
高屋町高屋堀（たかやちょうたかやほり）とは、広島県東広島市の大字。全域で住居表示未実施である。

## 概要
高屋地区の中央部に位置する。安芸平賀氏が元寇に備えて築いた御薗宇城を町内に擁する。
町名は賀茂郡高屋郷に位置しており、中心部に御薗宇城の堀があったことに由来すると考えられている。

## 沿革
- 1889年（明治22年）4月1日 - 町村制施行。賀茂郡高屋堀村と周辺4村が合併し、東高屋村が発足する。高屋堀村は「高屋堀」として東高屋村の大字となる[2][4]。
- 1954年（昭和29年）3月31日 - 賀茂郡西高屋村と東高屋村が合併し、高屋村が発足する。高屋堀は高屋村の大字となる[2][4]。
- 1955年（昭和30年）3月31日 - 高屋村が豊田郡小谷村を編入。同日町制施行して高屋町となる[5]。
- 1974年（昭和49年）4月20日 - 高屋町が周辺3町と合併し、東広島市が発足。高屋堀は「高屋町高屋堀」として東広島市の大字となる[2][6]。
- 1992年（平成4年）10月5日 - 町内の一部を高屋高美が丘として分離。該当地域には住居表示が実施される[7]。

## 交通

### 鉄道
町内に鉄道路線は通っていない。最寄り駅はJR山陽本線の西高屋駅もしくは白市駅。

### バス
町内にバス路線は通っていない。高屋高美が丘にあるバス停が最寄りとなる。

### 道路

#### 一般地方道
- 広島県道351号造賀田万里線

## 名所など
- 御薗宇城跡
- 仙石庭園

## 学区
公立小学校に通学する場合、住んでいる場所に応じて以下の小中学校に通学することになる。
- 高屋東小学校→高屋中学校
- 高美が丘小学校→高美が丘中学校

## 世帯数・人口
2024年9月末での世帯数は683世帯、人口は1529人である。